# Africa Institute for Energy Governance
Das Africa Institute for Energy Governance (AFIEGO; Afrika-Institut für Energiepolitik) ist eine Nichtregierungsorganisation aus Uganda, die sich in Fragen der Energie- und Umweltpolitik engagiert. Sie wurde 2022 mit dem  Right Livelihood Award („Alternativer Nobelpreis“) ausgezeichnet.
Das Institut wurde 2005 in Kampala gegründet. Seine Zielsetzung ist es, Gemeinden dabei zu unterstützen, sich gegen umweltschädliche Projekte in Zusammenhang mit der Öl- und Gasförderung zu wehren. Insbesondere setzt sich die Organisation dafür ein, den Bau der East African Crude Oil Pipeline (EACOP) zu stoppen, die Rohöl aus Uganda zu einem Hafen im Norden Tansanias transportieren soll. Veröffentlichungen der AFIEGO zu Risiken und Auswirkungen der geplanten Pipeline haben dazu beigetragen, den internationalen Druck gegen das Projekt zu erhöhen. AFIEGO weist auf die erheblichen Eingriffe in die Natur hin, die die Erschließung der Ölfelder und der damit in Verbindung stehende Straßenbau mit sich führt, unter anderem im Murchison-Falls-Nationalpark. Seit Oktober 2019 ist das Institut Mitglied der IUCN („Weltnaturschutzorganisation“).
Die Arbeit der AFIEGO hat mehrfach zu Konflikten mit der ugandischen Regierung geführt. Im Oktober 2021 wurden CEO Dickens Kamugisha und sechs Mitarbeiter des Instituts vorübergehend festgenommen.

## Auszeichnungen
- 2022: Right Livelihood Award („Alternativer Nobelpreis“)[5]